# Katheder

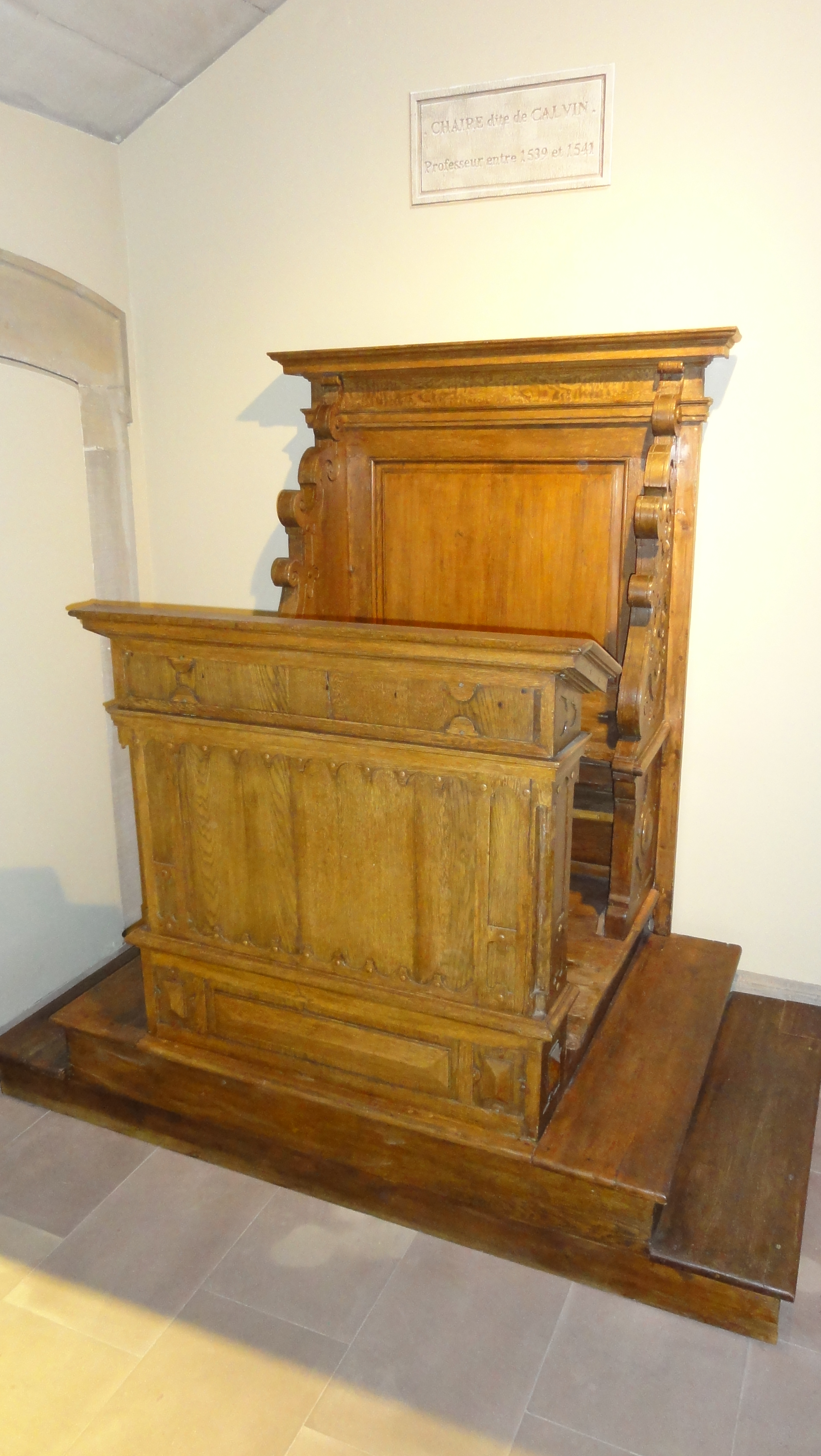
Katheder von Johannes Calvin in Straßburg

Das Wort Katheder (von altgriechisch καθέδρα kathédra „Sitz, Sessel“; ins Lateinische übernommen als cathedra „Sitz, Lehrstuhl“, vgl. Kathedra) ist eine veraltete Bezeichnung für das Pult eines Schul- oder Hochschullehrers. Das Katheder stand im Vergleich zu den Tischen der Schüler in erhöhter Position, um dem Lehrer eine bessere Übersicht über die damals oft vergleichsweise große Klasse zu verschaffen. Häufig wurde dazu ein Podest benutzt.